# خنس
خنس هي قرية خانوسا القديمة ،شمال من عين سفني، وهي بلدة خانوسا الآشورية القديمة، التي تقع على الضفة الغربية لنهر الكومل، وتبعد حوالي عشرة كيلومترات عن عين سفني. ويحدد توما المرجي أسقف المرج موقعها ب(حزم) في مركا، ويتناول بالذكر مدرستها بين المدارس التي أسسها باواي.
وهي مؤشرة في خط سير الميطرابوليط مارن عمه، الذي منها يصعد إلى منطقة بيرتا.
البطريرك المقبل كيوركيس الثاني الجاثليق(828-831) هو خلف البطريرك ايشو عبر نون (823-828)، وكيوركيس المولود باسم شارزاد بن ميهروي، أصله من هذه القرية.

## أنظر أيضاً
- نقوش خنس